# Тізі-ле-Бург
Тізі-ле-Бург (фр. Thizy-les-Bourgs) — муніципалітет у Франції, у регіоні Овернь-Рона-Альпи, департамент Рона. Тізі-ле-Бург утворено 1-1-2013 шляхом злиття муніципалітетів Тізі, Бур-де-Тізі, Ла-Шапель-де-Мардор, Мардор i Марнан. Адміністративним центром муніципалітету є Тізі. Населення — 5869 осіб (01.01.2021).